# えきペディア
えきペディアは、日本の地下鉄駅のトイレ・エレベーター・出入口などのバリアフリー設備を案内図と写真で説明するウェブサイト。大阪市のNPO法人まちの案内推進ネットが作成・運営し、登録者による投稿も可能となっている。
日本全国9都市43路線、全732駅のバリアフリー情報にアクセスすることが可能である。
2006年11月、大阪市営地下鉄の公開からスタート。
2007年9月7日に都営地下鉄・東京地下鉄（東京メトロ）・横浜市営地下鉄に関する駅のバリアフリー情報を公開。同年9月末に福岡市地下鉄、2008年には2月28日に仙台市地下鉄、3月5日に名古屋市営地下鉄、3月19日に京都市営地下鉄、3月27日に札幌市営地下鉄、4月17日に神戸市営地下鉄のそれぞれ全駅のバリアフリー情報をサイトで公開した。
2008年3月30日に開業した横浜市営地下鉄グリーンラインは同年4月30日に、同年6月14日に開業した東京メトロ副都心線は同年7月28日にそれぞれ公開された。
これに伴って、日本全国の地下鉄駅リストや、車椅子で利用可能な出口・トイレの一覧表も作成され、公開されている。
又、2008年度には、助成により色覚異常に対応する為の研究を進め、その成果はホームページにも反映された。
これらの成果を元に2009年9月30日には、iPhoneおよびiPod touch用のアプリケーション、「えきペディア地下鉄マップ東京2010(地下鉄案内)」をリリース。
それに先駆けて2009年東京アジアユースパラゲームズでは、ソフトバンク社の協力を得て、ベータ版を無償提供した。
また、2009年10月末にはwebサイトの内容を、持ち歩きに便利なB6判の書籍にした「えきペディア地下鉄バリアフリーマップ大阪」を
2011年3月には｢えきペディア地下鉄バリアフリーマップ横浜｣を、2012年3月には｢えきペディア地下鉄バリアフリーマップ京都｣を発行、
その後も、各地のNPOと協働し郵便局の年賀寄付金の助成を受けながら、2014年4月には｢えきペディア地下鉄バリアフリーマップ札幌｣、｢えきペディア地下鉄バリアフリーマップ神戸｣、2015年4月には「えきペディア地下鉄バリアフリーマップ福岡」を発行した。
公共交通利用におけるバリアフリー情報の案内提供システムのモデル構築に対して、2010年度には、グッドデザイン賞（公共サービスシステム部門）および、
国際ユニバーサルデザイン協議会のIAUDアウォード優秀賞を受賞している。
前述、書籍版｢えきペディア｣では、1Book for 1Book with Your Messageというプログラムも実施。
これは、購入者が1冊購入する毎に1冊、手書きのメッセージを添えて、地域の障害者団体や学校に寄贈することができるというもの。
他にも、NPO法人まちの案内推進ネットの本拠地である大阪市を初め、仙台市、京都市などの各都市で主要駅をピックアップして、A5判8ページ、ハンディに持ち歩けるサイズの駅バリアフリー情報の印刷物｢えきペディアらくらく乗換マップ｣シリーズを発行するなど、様々なメディアでの情報提供を展開している。
2016年8月からは、全国のセブン‐イレブンの複合機で、えきペディアMAPを購入･プリントできるようになった。